# Morfasso
Morfasso (Murfass in dialetto piacentino, Murfèss in dialetto locale e ligure) è un comune italiano di 857 abitanti della provincia di Piacenza in Emilia-Romagna.

## Geografia fisica

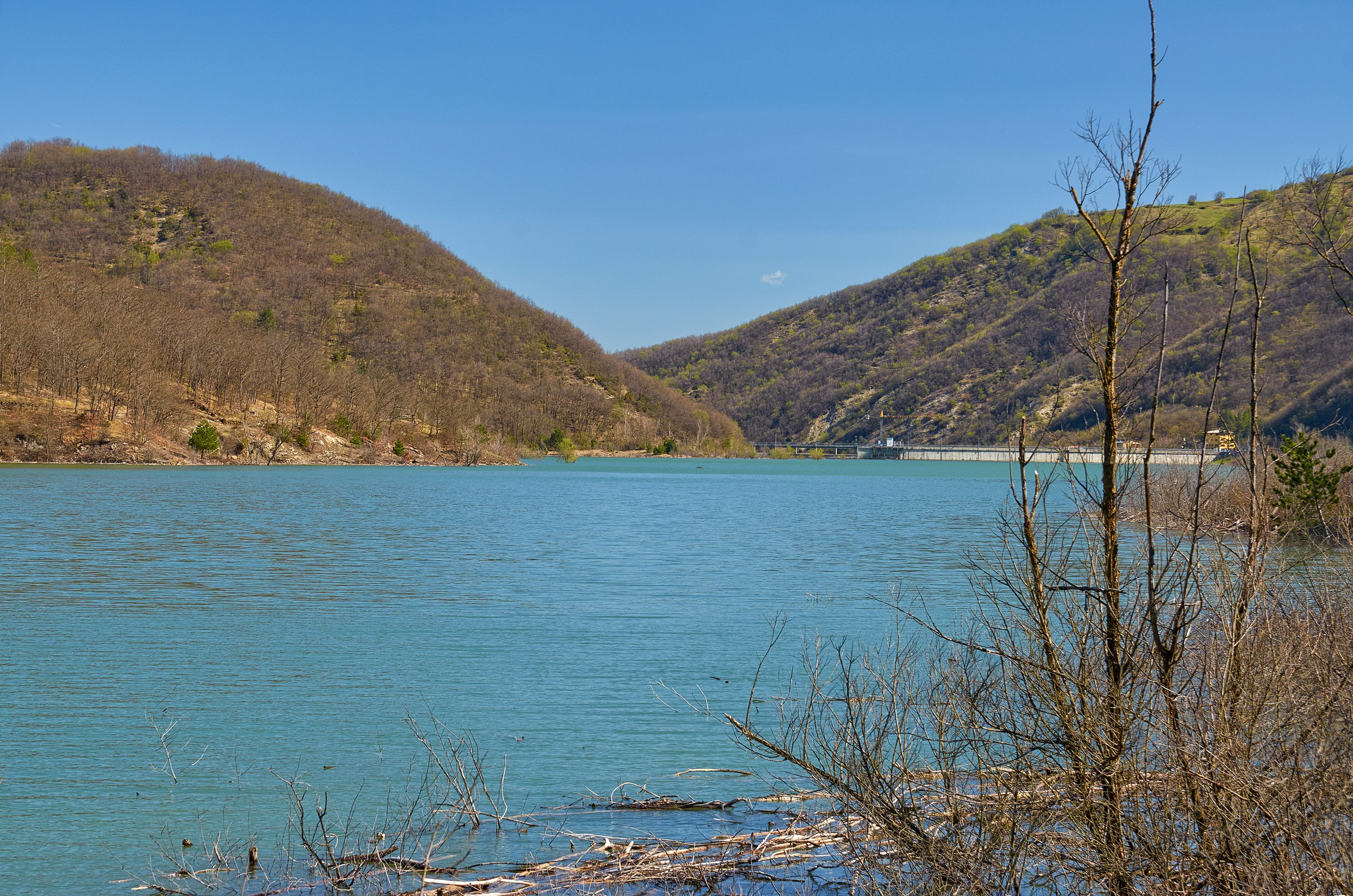
Il lago di Mignano

Il capoluogo comunale è situato nell'alta val d'Arda in una conca circondata dai monti: Carameto (1318 m s.l.m.), Lama (1328 m s.l.m.), Menegosa (1365 m s.l.m.), Santa Franca (1322 m s.l.m.), Croce dei Segni (1071 m s.l.m.). Rientra nel territorio comunale morfassino anche parte dell'alta val Chero.
Nella parte settentrionale del territorio comunale, al confine con il comune di Vernasca è presente un lago artificiale, il lago di Mignano, sorto con la costruzione dell'omonima diga tra il 1919 e il 1934, e che presenta un'estensione di circa 2 km².
Parte del territorio comunale è compresa nel parco provinciale Monte Moria, area di salvaguardia naturalistica che si estende per circa 1000 ha tra i comuni di Morfasso e Lugagnano Val d'Arda gestita da un consorzio e coperta per tre quarti da boschi di castagni, ginestre, faggi, carpini, nocciole e abeti. Il parco è diventato famoso anche per essere stato il set di riprese del telefilm La freccia nera.

## Storia
La zona dell'alta val d'Arda risulta abitata fin dalla preistoria, reperti litici risalenti a circa 35 000 anni fa sono stati ritrovati nella zona del monte Lama. Prima di cadere sotto il dominio romano, la zona viene popolata dalle tribù dei liguri veleiati, con la presenza di numerosi villaggi protetti da fortificazioni difensive, detti castellieri. Nonostante la presenza di itinerari che permettevano il collegamento tra i versanti nord e sud degli Appennini, il loro utilizzo rimane sempre piuttosto limitato rispetto ad altri itinerari appenninici, a causa della loro difficoltà. Dopo combattimenti durati circa 80 anni per sottomettere i liguri, i Romani si insediano nella zona, posta alle dipendenze della città di Veleia.
Secondo alcune interpretazioni, il toponimo Morfasso deriva dal latino moram facere, traducibile con "sostare" in italiano, con possibile riferimento ad un accampamento militare sorto durante i combattimenti per la conquista romana dell'alta val d'Arda. Altre fonti, al contrario, attribuiscono al nome Morfasso ha origini longobarde.
Nell'VII secolo ad opera longobarda, viene fondato il monastero dei SS. Salvatore e Gallo di Val Tolla che, nei secoli successivi, occuperà un ruolo centrale dal punto di visto amministrativo e politico per tutta l'alta val d'Arda. Nel X secolo sorgono numerosi castelli, tra cui quello di Morfasso e quello di Sperongia, posti alle dipendenze del monastero, con la funzione di difendere l'autorità religiosa dagli attacchi dei potenti signori locali e la via di comunicazione che, proveniente dalla pianura padana, attraverso il passo del Pellizzone, Bardi e il passo della Cisa scendeva nel versante opposto dell'Appennino raggiungendo Pontremoli e proseguendo, poi, verso Roma. La sede amministrativa della zona diviene il castello di Sperongia, inizialmente concesso al monastero di Val Tolla da parte del re longobardo Berengario I e poi ceduta a varie famiglie del territorio.
Nel 1220 il vescovo di Piacenza concede al comune di Piacenza la giurisdizione su tutta l'area del monastero di val Tolla, ponendo fine al ruolo amministrativo del monastero. Nel 1624 il monastero viene de facto soppresso con lo spostamento a Roma degli archivi, dei diplomi e dei privilegi papali operato dal cardinale Francesco Barberini e con il passaggio degli edifici alla famiglia Sforza di santa Fiora.
La zona di San Michele, in precedenza frazione del comune di Lugagnano, a seguita di una richiesta pervenuta dalla maggioranza della popolazione residente, viene aggregata al comune di Morfasso il 1º maggio 1870 con il regio decreto 5581 del 7 marzo 1870 firmato dal re Vittorio Emanuele II. In seguito all'aggregazione di San Michele a Morfasso sorge una questione tra i comuni di Morfasso e Lugagnano riguardo alla correttezza o meno dell'annessione al comune di Morfasso di alcune porzioni di terreno appartenenti a Macinesso, frazione di Lugagnano e che prosegue per circa 4 anni.
Durante la seconda guerra mondiale, nell'ambito della guerra partigiana, Morfasso diviene «il primo Comune liberato d'Italia» al di sopra della linea Gotica: la liberazione del paese avviene il 24 maggio 1944, per opera della 38.a Brigata Garibaldi, intitolata Piacenza, dopo un'azione contro la caserma della GNR di Rustigazzo. Il territorio di Morfasso viene, poi, rioccupato dalle truppe nazifasciste durante il rastrellamento invernale del 1944-1945, durante il quale, il 4 dicembre 1944 la frazione di Guselli fu teatro dell'uccisione di 25 partigiani e della cattura di altri 10, provenienti dal capoluogo ad opera di una colonna appiedata tedesca, per essere, infine, definitivamente liberato nella primavera del 1945.
Nel corso del XX secolo la zona è soggetta ad un forte spopolamento, con un gran numero di abitanti emigrati, specialmente verso l'Inghilterra, questo ha portato il numero dei cittadini morfassini residenti all'estero a superare il numero dei cittadini residenti a Morfasso: secondo statistiche dell'inizio del 2017, a fronte di 1 013 residenti nel comune, i morfassini iscritti all'anagrafe dei residenti all'estero erano 1 050.

### Simboli
Lo stemma e il gonfalone sono stati concessi con DPR del 6 ottobre 1953.
La composizione dello stemma comunale si ispira alle insegne degli Sforza-Cesarini, che furono feudatari di Morfasso dal 1624 al 1804. La spiga allude alla produzione agricola del territorio.
Il gonfalone è un drappo partito di azzurro e di bianco.

## Monumenti e luoghi d'interesse

### Architetture religiose
- Chiesa parrocchiale di S. Maria Assunta in Morfasso: costruita su progetto redatto da Cesare Monici tra il 1958 e il 1959 e, dopo un periodo di sospensione dei lavori, tra il 1965 e il 1966, presenta una facciata in stile barocco con un unico portale, caratterizzato da cornice modanata in pietra, e sopra al quale è posta una nicchia con all'interno una statua della Madonna[16].
- Oratorio di San Lorenzo Martire: situato nella frazione di Tiramani, costruito nel XVII secolo, come testimoniato da una campana risalente al 1625. Presenta una facciata a capanna con lesene estese per tutta l'altezza poste sugli angoli; tra le lesene si trova cornice in aggetto che chiude il frontone[17].
- Oratorio di Sant'Anna: situata nella frazione di Teruzzi, risalente al XVII secolo, fu costruito sui resti di una preesistente cappella andata distrutta e inaugurato nel 1630. Andato distrutto l'edificio venne ricostruito e il culto fu di nuovo concesso, tramite una bolla di papa Clemente XII, nel 1734. Nella seconda metà del secolo anche il nuovo edificio venne distrutto, a seguito di un'alluvione; un nuovo oratorio venne così ricostruito tra il 1774 e il 1776 All'interno si trova un dipinto della Madonna con il Bambino e i devoti. L'edificio è stato ristrutturato negli anni '80 del XX secolo a seguito dell'intervento del cardinale Silvio Oddi[18].
- Chiesa dei santi Salvatore e Gallo, situata nella località Rabbini di Monastero, venne costruita tra il 1894 e il 1902. Presenta una facciata in sasso davanti alla quale è presente un ampio sagrato. L'edificio ha una sola navata caratterizzata da tre campate con volta a botte ribassata. Sui lati della navata sono presenti delle cappelle[19].
- Oratorio della Beata Vergine Assunta e San Rocco, sorge isolato in località Monastero Val Tolla; fu costruito a partire dal 1954 nel luogo dove era presente una cappella cinquecentesca alla quale era stato aggiunto un porticato negli ultimi anni dell'Ottocento. Presenta una pianta a croce greca e una facciata in stile neoromanico con tre portali d'ingresso[20].
- Chiesa di san Michele Arcangelo: situata a San Michele, venne edificata tra la fine del XIX e l'inizio del XX secolo e consacrata nel 1908 sui resti di una preesistente oratorio medievale tributario della chiesa di Macinesso, andato distrutta a causa di una frana, di cui sono stati ritrovati alcuni resti alla base dell'edificio e del campanile, presenta un'unica navata e 4 cappelle laterali[21]. La torre campanaria, risalente agli anni tra il 1205 ed il 1207 era, in origine, alta 11 metri, poi diventati 25 in seguito a lavori effettuati nel 1902[22].
- Chiesa di San san Pietro Apostolo: situata a Pedina, fu costruita nel XIX secolo in sostituzione di un precedente edificio risalente al XV secolo di cui rimane solo la parte absidale. Si presenta con pianta basilicale a tre navate, quella centrale con volta a botte[23].

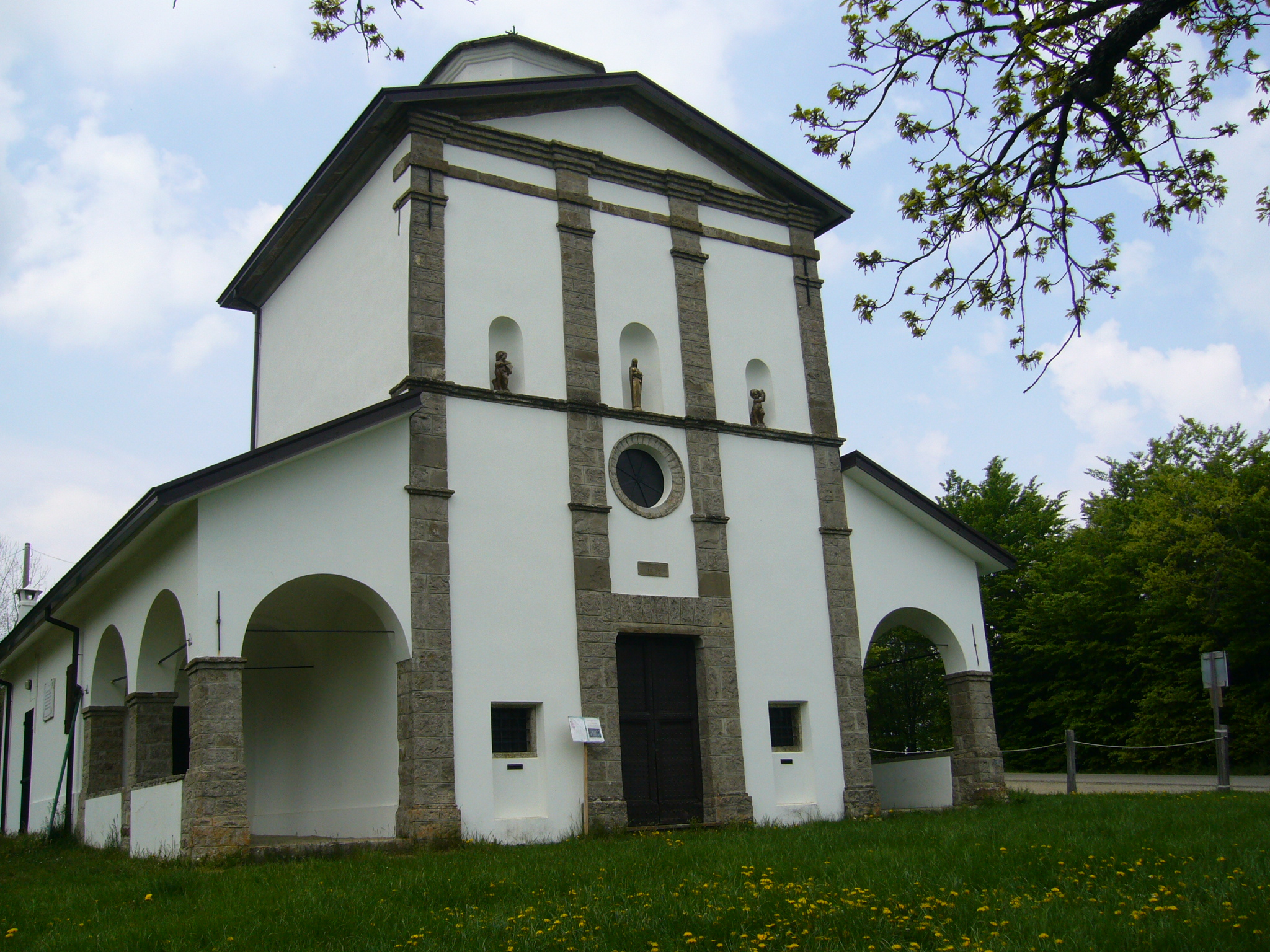
Santuario di Santa Franca

- Santuario di santa Franca, posto in località Colombello, a circa 1100 m s.l.m. ai piedi dell'omonimo monte, nella vicinanze del luogo in cui, in epoca medievale, nel 1214 era sorto un monastero femminile cistercense per opera di santa Franca. A circa 250 m di distanza dal santuario si trova la sorgente di acqua dalla quale si approvvigionava santa Franca e a cui sono attribuite proprietà curative[21]. Il santuario, edificato nel 1882[24], presenta un porticato anteriore ed una cupola di forma ottagonale. All'interno dell'edificio è presente una statua della santa nelle vesti di abbadessa cistercense[21]. Santa Franca è diventata, in seguito, santa patrona dell'alta Val d’Arda: sul monte che porta il suo nome, precedentemente noto come Montelana la prima e l’ultima domenica di agosto si svolge una festa, con pellegrinaggi e cerimonie religiose[21].
- Antico Monastero di val Tolla, in località Chiesa Vecchia, è possibile visitare i resti dell'antica abbazia della Val di Tolla, intitolata ai santi Salvatore e Gallo.
- Chiesa di Sant′Andrea Apostolo: situata a Sperongia, fu costruita nei primi anni dell'Ottocento nel luogo dove sorgeva un fortilizio medievale. Il campanile venne aggiunto, invece, nel 1968[25]. Nei pressi della chiesa sorge una grotta che celebra l'apparizione della Nostra Signora di Lourdes e dove è conservato un frammento della roccia su cui la Madonna si sarebbe appoggiata durante l'apparizione dinanzi a Bernadette Soubirous, donato alla comunità locale dal vescovo di Tarres e Lourdes nel 1972[21].
- Chiesa della Natività della Beata Vergine: situata Villa Casali, fu costruita nel 1914 trasformando un preesistente oratorio. Presenta una facciata in stile barocco e un'unica navata con tre campate. L'interno è affrescato con motivi floreali, geometrici e religiosi.[26]
- Mistadelli: la religiosità popolare e rurale ha portato alla costruzione di cappelle votive principalmente poste lungo gli assi viari della val d'Arda. Tali monumenti, pur non presentando pregi artistici particolari, sono comunque indicativi della concezione religiosa del mondo agricolo basato principalmente su un rapporto di do ut des.

### Aree naturali
Nei pressi della frazione di Casali, sorge la "Rocca", la sola falesia calcarea presente in Emilia-Romagna. Questa falesia è una palestra naturale per gli appassionati di arrampicata: fra parete nord e parete ovest, sono state tracciate più vie per la scalata. Nel 1953, sulla sommità della Rocca, furono ritrovati i resti di un castelliere. Si presume che queste rovine risalgano alle opere di difesa erette dalle antiche popolazioni liguri ai tempi della conquista romana.

## Società

### Evoluzione demografica
Abitanti censiti

## Cultura

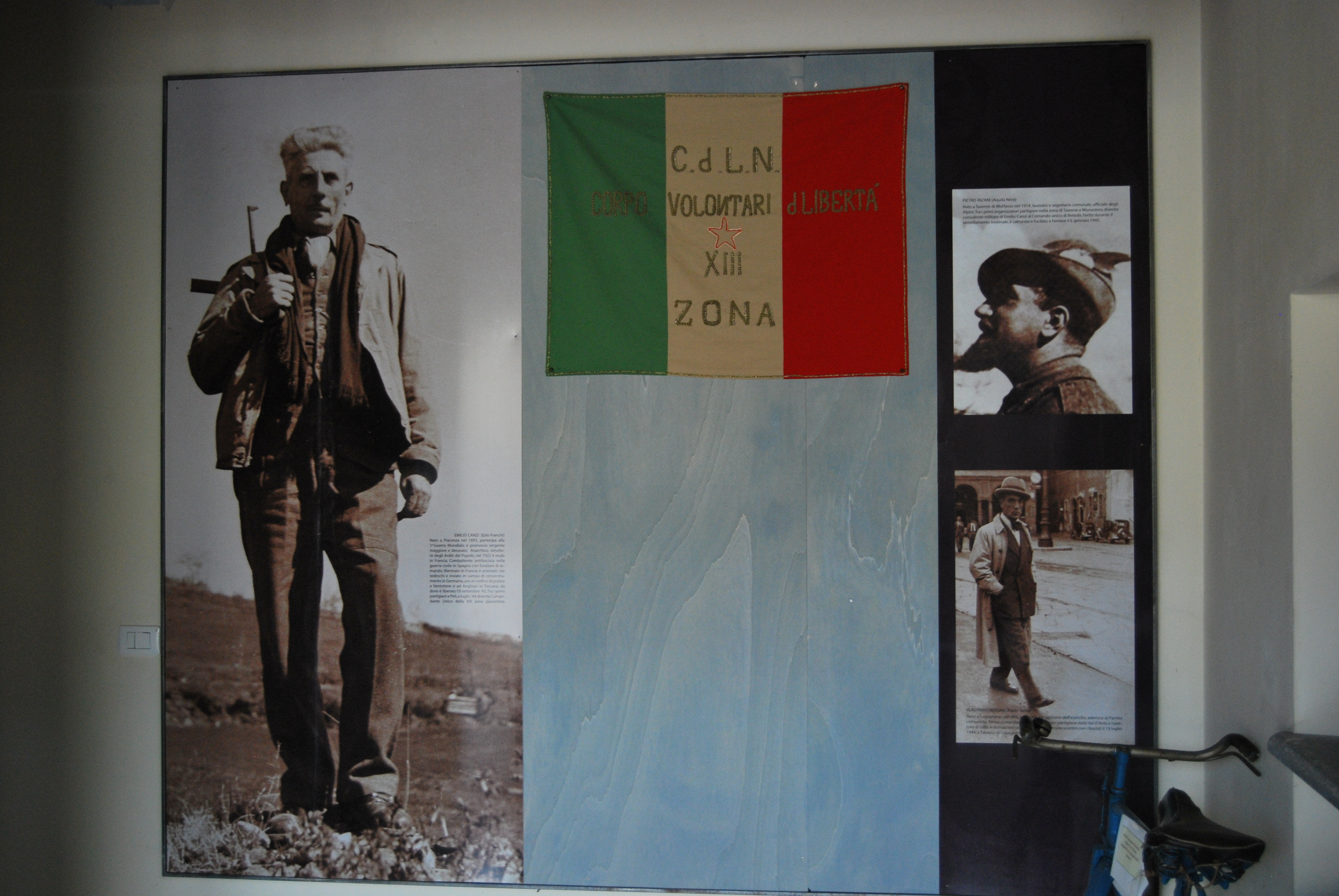
Museo della Resistenza piacentina

Nella frazione di Sperongia, 5 km a nord del capoluogo comunale, è possibile visitare il museo della Resistenza piacentina, inaugurato il 25 aprile 2009 e sorto per la volontà della provincia di Piacenza, della comunità montana valli del Nure e dell'Arda, del comune di Morfasso, con il contributo dei fondi museali della regione Emilia-Romagna e la collaborazione dell'ISREC, dell'ANPI provinciale di Piacenza e della diocesi di Piacenza-Bobbio Il museo è dedicato alle formazioni partigiane del piacentino e alla popolazione locale che, durante i 20 mesi della resistenza subì distruzioni e violenze.

### Eventi
- Rassegna del Cavallo Bardigiano: fiera provinciale, in programma ogni anno, nella prima domenica di maggio, dedicata al cavallo bardigiano, razza tipica dell'alto Appennino parmense e piacentino[31].
- Summertime in Jazz: Morfasso è una delle tappe di Summertime in Jazz, rassegna culturale estiva, prevista nei mesi di luglio e agosto, dedicata ai concerti jazz, ospitati in alcuni luoghi caratteristici della val d'Arda e della val Trebbia[32].
- Ecomaratona della Val d'Arda: gara podistica di corsa in montagna in programma ogni anno, a Ferragosto, sulla distanza di 42.195 metri, con partenza da Morfasso e arrivo nella frazione di Casali, sui sentieri e fra i boschi dell'alta val d'Arda. In concomitanza con l'Ecomaratona, la Pro Loco di Casali organizza la Marcia dei Casali, manifestazione podistica ludico motoria, non competitiva a passo libero, aperta a tutti, su percorsi di lunghezza e difficoltà crescenti.
- Best of Italy Race: festival dedicato a supercar, auto d'epoca, moto e biciclette dei marchi italiani più noti, in programma ogni anno, a metà settembre. L'evento prevede il transito dei veicoli su un percorso di 25 km, con partenza da Castell'Arquato e arrivo a Morfasso[33].

## Infrastrutture e trasporti
Il territorio morfassino è attraversato dalla ex strada statale 359 di Salsomaggiore e Bardi che, tramite il passo del Pellizzone congiunge la val d'Arda con la parmense val Ceno; il passo può essere raggiunto dal capoluogo comunale tramite la strada provinciale 15 di Prato Barbieri-Morfasso che, partendo da Bettola, congiunge la val Nure con la val d'Arda attraverso Prato Barbieri ed il passo dei Guselli, scende a Morfasso e, da qui, si ricongiunge con l'ex strada statale 359 in località i Casali, nei pressi del passo del Pellizzone. La strada provinciale 15 e l'ex strada statale 359 sono collegate anche dalla strada provinciale 66 di Casali. Il passo dei Guselli può essere raggiunto tramite la strada provinciale 14 della Val Chero, che parte da Carpaneto Piacentino e risale l'omonima valle.
Altre strade provinciali che interessano il territorio comunale sono la strada provinciale 21 di val d'Arda che risale in fondovalle la valle dell'Arda fino al capoluogo comunale, la strada provinciale 71 di Collerino che unisce Lugagnano a Morfasso percorrendo la sponda opposta del torrente Arda e, infine, la strada provinciale 23 del parco provinciale che permette di raggiungere l'omonimo parco.

## Amministrazione
Di seguito è presentata una tabella relativa alle amministrazioni che si sono succedute in questo comune.
| Periodo        | Periodo        | Primo cittadino | Partito                       | Carica  | Note   |
| -------------- | -------------- | --------------- | ----------------------------- | ------- | ------ |
| 22 agosto 1985 | 11 giugno 1990 | Giulio Molina   | Democrazia Cristiana          | Sindaco | [ 35 ] |
| 11 giugno 1990 | 24 aprile 1995 | Giulio Molina   | Democrazia Cristiana          | Sindaco | [ 35 ] |
| 24 aprile 1995 | 14 giugno 1999 | Eugenio Silva   | Centro                        | Sindaco | [ 35 ] |
| 14 giugno 1999 | 14 giugno 2004 | Marco Rigolli   | Lista civica                  | Sindaco | [ 35 ] |
| 14 giugno 2004 | 8 giugno 2009  | Marco Rigolli   | Lista civica                  | Sindaco | [ 35 ] |
| 8 giugno 2009  | 26 maggio 2014 | Enrico Croci    | Lista civica Morfasso Insieme | Sindaco | [ 35 ] |
| 26 maggio 2014 | 27 maggio 2019 | Paolo Calestani | Lista civica Per Morfasso     | Sindaco | [ 35 ] |
| 27 maggio 2019 | 9 giugno 2024  | Paolo Calestani | Lista civica Per Morfasso     | Sindaco | [ 35 ] |
| 9 giugno 2024  | in carica      | Paolo Calestani | Lista civica Per Morfasso     | Sindaco | [ 35 ] |

### Altre informazioni amministrative
Fino al suo scioglimento, avvenuto nel 2013, Morfasso ha fatto parte della comunità Montana valli del Nure e dell'Arda. Dopo lo scioglimento della comunità montana, Morfasso è diventato parte dal 2015 dell'Unione Alta Val d'Arda, subentrata in tutti i rapporti alla precedente comunità montana, insieme ai comuni di Castell'Arquato, Lugagnano Val d'Arda e Vernasca.